# Пітекусси
Пітекусси (грец. Πιθηκούσσαι) — давньогрецька колонія на острові Іск'я біля західного узбережжя Італії. Заснована біля 770 р. до н. е. переселенцями з Халкіди і Ертерії як база для торгівлі з етрусками, а через них з тубільними етносами Північної Італії і Південної Франції. Тут склалась міська громада зі своєю економічною структурою.
У  750 р. до н. е. колоністи з Пітекус разом із халкідянами заснували Куми. З початком Лелантської війні (720–660 рр. до н. е.) в місті спалахнув конфлікт між вихідцями з різних міст, під час якого нащадки халкідян змусили залишити місто вихідців з Еретрії.
В 500 р. до н. е. місто загинуло внаслідок виверження вулкану.